# Robert Spinrad
Robert J. Spinrad (20 de março de 1932 - 2 de setembro de 2009) foi um designer de computadores norte-americano.

## História
Foi um dos pioneiros da computação, trabalhndo na área de automação científica no Laboratório de Brookhaven. Foi diretor da Xerox e do Centro de Pesquisas Palo Alto. Antes de 1983, o então estudante de engenharia elétrica da Universidade de Columbia já havia criado seu computador pessoal a partir de um equipamento telefônico. Todavia seu invento não obteve muito sucesso.
Em Brookhaven, construiu o Merlin, um computador enorme para os parâmetros usados na data de sua morte, pois ocupava uma sala inteira.